# Luis Vélez (pintor)

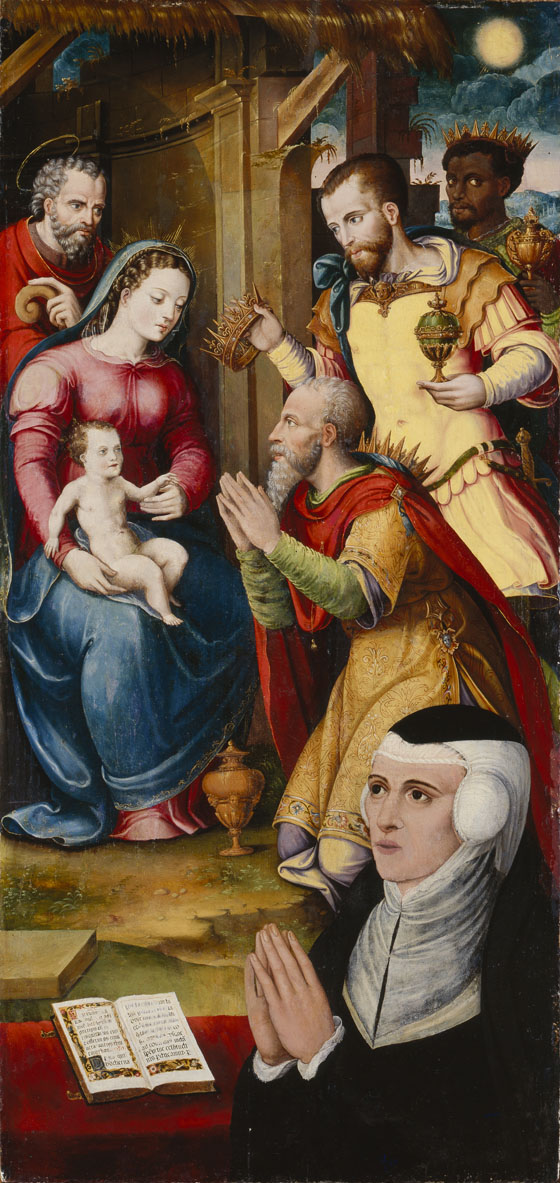
Adoración de los Reyes, óleo sobre tabla, 127 x 61 cm, Madrid, Colección BBVA.

Luis Vélez (fallecido en 1575), fue un pintor renacentista español activo en Medina del Campo, donde se le encuentra documentado desde 1518. 
Luis Vélez se formó con su padre, el también pintor Juan Vélez. Su obra refleja la influencia de Alonso Berruguete, patente en el alargamiento manierista de sus de figuras. En 1550 firmó un acuerdo de compañía con el pintor Jácome de Blancas que quedó sin formalizar. Se documenta su trabajo como pintor o dorador en Villanueva de San Mancio, Tordehumos y Pozaldez entre otras localidades vallisoletanas, incluida la propia Medina del Campo, villa en la que tenía asentado su taller, donde en 1548 participó en el policromado del calvario y pabellón del retablo mayor de la Colegiata de San Antolín, todo él de escultura.
En marzo de 1559 contrató la pintura del retablo de la capilla del regidor Alejo de Medina en la iglesia de San Miguel de Medina del Campo. Desmembrado después de 1943, el retablo constaba originalmente de un relieve central dedicado al Descendimiento de Cristo, obra de Juan Picardo (Museo Diocesano y Catedralicio de Valladolid), y cuatro pinturas en las calles laterales, de las que dos, el Calvario y la Virgen coronada por ángeles, con el retrato del regidor como donante, se encuentran en paradero desconocido, y las dos restantes en la colección BBVA: la Resurrección y la Adoración de los Reyes, con el retrato orante de María López de Mercado, esposa del donante.
Además se le han atribuido, entre otras obras, las pinturas murales de la iglesia del Monasterio de Santa María Magdalena, con escenas en grisalla de la Magdalena y de José vendido por sus hermanos, también atribuidas a Antón Pérez, una tabla de La Virgen del Carmen entregando el escapulario a san Simón Stock, conservada en la clausura del convento de San José de las madres Carmelitas Descalzas de Medina del Campo, fundado en 1567 por Santa Teresa de Jesús, quien según la tradición rezaba ante ella en sus estancias en el convento, y las tablas del retablo de la capilla de la Asunción en la iglesia de los Santos Juanes de Nava del Rey.